# Zaira (Bellini)
Zaira è un'opera lirica in due atti di Vincenzo Bellini su libretto di Felice Romani.
Dopo aver debuttato con scarso successo all'inaugurazione del teatro Ducale di Parma il 16 maggio del 1829, scomparve quasi completamente dai cartelloni dei teatri d'opera. All'insuccesso contribuirono l'eccessiva lunghezza dei recitativi e la scelta di un soggetto classico, tratto dalla Zaïre di Voltaire, basato su un conflitto morale prima che passionale.
Ciò nonostante Zaira, composta tra il marzo e il maggio del 1829, è un'opera ricca di stupende melodie. I tipici arabeschi del fraseggio belliniano si intonano all'ambientazione, culminando nell'assolo di corno inglese con cui inizia la scena finale notturna.
Bellini riutilizzò una parte consistente della musica di Zaira, variamente e talora profondamente rielaborata, nell'opera I Capuleti e i Montecchi. Alcuni brani confluirono inoltre in Norma, Beatrice di Tenda e I puritani.
Nel 1975 viene proposta nella prima edizione del secolo al Teatro Massimo Vincenzo Bellini di Catania con la ricostruzione di Rubino Profeta con Renata Scotto e Giorgio Casellato Lamberti di cui esiste una registrazione. La regia e le scene sono di Franco Zeffirelli.

## Trama
L'azione ha luogo in Gerusalemme nell'harem del sultano Orosmane, tra i secoli XIV e XV.

### Atto I
Una magnifica galleria che conduce all'Harem; sala sotterranea che porta nelle prigioni; l'interno dell'Harem. La bella schiava Zaira sta per sposare Orosmane, il sultano di Gerusalemme; la celebrazione ha luogo nell'harem, odalische ed eunuchi danzano e cantano in suo onore. Il visir Corasmino vede la decisione del Sultano di sposare una donna cristiana come un insulto alla legge coranica, soprattutto in un momento in cui i loro nemici francesi stanno per dar loro battaglia, e pertanto intende impedire il matrimonio. Fatima, un'altra schiava nel gineceo, chiede a Zaira come ha potuto dimenticare la Francia e il guerriero francese che ha giurato di liberarla, e rinnegare anche la sua fede cristiana: ma Zaira le ricorda che lei non ha avuto notizia di quel guerriero da quando è tornato in Francia, e che ora ama riamata Orosmane. Nel frattempo, il cavaliere francese Nerestano arriva alla corte del Sultano, con l'intenzione liberare Zaira: lui stesso era un prigioniero di Orosmane, ma è stato liberato: egli apprende, tuttavia, che la donna ama ora Orosmane e ha scelto la fede musulmana, e che il Sultano intende rilasciare solo i cavalieri francesi che sono ancora nelle sue carceri ma né Zaira né il vecchio Lusignano, un principe discendente dagli antichi re cristiani di Gerusalemme e perciò odiato dai musulmani. Nell'apprendere questo, i prigionieri decidono di rinunciare alla propria libertà e di accettare la stessa sorte di Lusignano. Zaira appare con Lusignano, la cui libertà è riuscita a ottenere da Orosmane. Da una collana e una cicatrice Lusignano riconosce Zaira e Nerestano come sua figlia e suo figlio, che sopravvissero al massacro di Cesarea da bambini e sono stati ridotti in schiavitù dai musulmani. Quando scopre che Zaira ha rinunciato alla sua fede ed è intenzionata a sposare Orosmane, le ordina di pentirsi e riabbracciare il cristianesimo: Zaira giura di farlo.
Corasmino avvisa il Sultano dei pericoli che potrebbero derivare dal ritorno di Lusignano in Europa, ma Orosmane non vuole rifiutare la richiesta di Zaira. Nel frattempo Nerestano a sua volta tenta di persuadere Zaira a porre fine alla sua relazione con il Sultano, ricordandole che il suo vecchio padre sta per morire di dolore. Zaira non vuole tradire il suo amore e la fiducia di Orosmane, ma alla fine abbraccia il fratello e decide di tornare alla fede cristiana. Il Sultano arriva e, quando Zaira chiede un rinvio del matrimonio, egli sospetta che Nerestano sia un seduttore e gli ordina di lasciare la corte.

### Atto II
Le camere di Zaira; un luogo remoto vicino ai quartieri dei cavalieri francesi; una sala dell'Harem; una parte remota dei giardini dell'Harem. Fatima incoraggia Zaira a dimenticare Orosmane, che è così indignato del rifiuto di Zaira da volerla rimandare tra le schiave nel gineceo e trovare una donna più degna del suo amore. Di fronte alle lacrime di Zaira, le chiede una spiegazione che lei, vincolata dalla sua promessa a suo fratello, non gli può dare in quel momento. Orosmane accetta di aspettare un giorno in più. Lusignano è morto, e Nerestano ne incolpa la sorella. I cavalieri francesi chiedono a Orosmane di rinviare la loro partenza, in modo da poter soddisfare il desiderio di Lusignano di essere sepolto in quella terra; il Sultano, per amore di Zaira, concede la richiesta e non presta attenzione agli avvertimenti di Corasmino, che sospetta che la richiesta nasconda un trucco e che gli mostra un messaggio in cui Nerestano chiede a Zaira di incontrarlo di nascosto. Orosmane è ancora in dubbio e decide di metterla alla prova: le farà comunque consegnare il messaggio segreto. Zaira legge la lettera di suo fratello ed è divisa tra il tormento di dover tradire la fiducia del suo amato e il dolore colpevole per la morte di suo padre. Zaira sviene tra le braccia di Fatima.
In una parte remota dei giardini, Orosmane e Corasmino sono in attesa di vedere se Zaira andrà all'appuntamento con Nerestano. La coppia arriva e Orosmane, vedendoli pronti a fuggire e credendoli amanti, ferisce mortalmente Zaira. Alla rivelazione che sono fratello e sorella, è sopraffatto dal dolore e si uccide.

## Struttura musicale
- Sinfonia

### Atto I
- N. 1 - Introduzione e coro Gemma, splendor di Solima - Odi tu? Già suona intorno (Coro, Corasmino)
- N. 2 - Coro Per chi mai, per chi pugnasti? (Corasmino, Coro)
- N. 3 - Recitativo e cavatina Zaira Della mia gioia a parte - Amo ed amata io sono (Zaira, Fatima, Coro)
- N. 4 - Sortita Orosmane Prezzo non v'ha che basti (Orosmane, Nerestano, Zaira, Coro, Fatima)
- N. 5 - Recitativo e coro Vieni: l'albergo è questo - Chi ci toglie ai ceppi nostri? (Castiglione, Nerestano, Coro)
- N. 6 - Terzetto Lusignano, Zaira e Nerestano O figli! (Lusignano, Zaira, Nerestano, Coro, Meledor)
- N. 7 - Recitativo e duetto Nerestano e Zaira Liberi tornin tutti: era il sospetto - Oh! qual vibrasti orribile (Orosmane, Corasmino, Coro, Meledor, Nerestano, Zaira)
- N. 8 - Finale Corsa è l'ora a lei concessa - Io saprò da qual deriva (Orosmane, Zaira, Corasmino, Nerestano)

### Atto II
- N. 9 - Introduzione Fa cor, Zaira: il sacrificio è amaro (Fatima, Zaira)
- N. 10 - Duetto Orosmane e Zaira Io troverò nell'Asia
- N. 11 - Coro Più non è... / Per sempre ei giace...
- N. 12 - Rondò Nerestano O Zaira! In quel momento (Nerestano, Meledor, Castiglione, Coro)
- N. 13 - Scena e duetto Orosmane e Corasmino Altro ei non chiede? - E pur ora, al mio cospetto (Orosmane, Meledor, Corasmino)
- N. 14 - Scena Che fia? mi lascia!...minacciosi sguardi - Che non tentai per vincere (Zaira, Fatima)
- N. 15 - Inno funebre Poni il fedel tuo martire (Coro, Zaira, Fatima)
- N. 16 - Scena È notte alfin...più dell'usato è cupa... (Orosmane, Corasmino)
- N. 17 - Quintetto Reggi i miei passi (Zaira, Orosmane, Corasmino, Fatima, Nerestano)
- N. 18 - Finale Che mai festi, o barbaro! - Un grido d'orrore (Nerestano, Orosmane, Zaira, Corasmino, Fatima, Coro)

## Cast della prima assoluta
| Ruolo       | Registro vocale | Interprete                   |
| ----------- | --------------- | ---------------------------- |
| Zaira       | soprano         | Enrichetta Méric-Lalande     |
| Orosmane    | basso           | Luigi Lablache               |
| Nerestano   | mezzosoprano    | Teresa Cecconi               |
| Corasmino   | tenore          | Carlo Trezzini               |
| Lusignano   | basso           | Giovanni Inchindi            |
| Fatima      | mezzosoprano    | Marietta Sacchi              |
| Meledor     | basso           | Pietro Angiolini             |
| Castiglione | tenore          | Francesco Antonio Biscottini |

## Brani scelti
- Per chi mai, per chi pugnasti?, cavatina di Corasmino (atto I)
- Amo ed amata io sono, cavatina di Zaira (atto I)
- Qui crudele, in questa terra, terzetto tra Lusignano, Nerestano e Zaira (atto I)
- O Zaira, in quel momento, aria di Nerestano (atto II)
- Preludio all'ultima scena: assolo di corno inglese (atto II)

## Discografia
| Anno | Cast (Zaira, Orosmane, Nerestano, Corasmino)                                              | Direttore           | Etichetta       |
| ---- | ----------------------------------------------------------------------------------------- | ------------------- | --------------- |
| 1976 | Renata Scotto, Giovanna Collica, Luigi Roni, Maria Luisa Nave, Giorgio Casellato Lamberti | Danilo Belardinelli | CD: Myto        |
| 1990 | Katia Ricciarelli, Simone Alaimo, Alexandra Papadjiakou, Ramón Vargas                     | Paolo Olmi          | CD: Nuova Era   |
| 2012 | Saioa Hernandez, Simone Alberghini, Anna Malavasi, Enea Scala                             | Giacomo Sagripanti  | CD: Bongiovanni |